# Пад Бастиље
Пад Бастиље одиграо се 14. јула 1789. године и представља симбол Француске револуције. Дан заузимања Бастиље у Француској се слави као државни празник - Дан Републике.

## Увод
Након седнице у краљевом присуству и одбијањем посланика трећег сталежа (Народне скупштине) да се покори краљу - Влада је почела прикупљати војску у Паризу. Око Париза, у логорима, разместила се војска од 20.000 људи, већином швајцарских и немачких пукова. Долазак војске био је дочекан громким протестима народних маса. У Паризу је образован комитет који је имао задатак да води рачуна о сплеткама аристократа и да одржава везу са Уставотворном скупштином. Револуционарно врење отпочело је и у редовима војске. 30. јуна гомила је ослободила из затвора десет гардиста који су ухапшени због нарушавања дисциплине. Тога дана је сва гарда и млађи официри прешла на страну народа. Међу њима се налазио и подофицир Лазар Ош, будући чувени генерал револуционарне војске. У то време, средњовековна тврђава Бастиља је коришћена као затвор за противнике краљевске власти. Ту су затварани и политички затвореници, као и они који су тек чекали суђења.

## Припреме за заузимање Бастиље
Парижани су сваког дана очекивали да војска пође на Версај како би похапсила посланике трећег сталежа. Проносили су се гласови како се у Бастиљи спремају топови за случај да у Паризу избију немири. 11. јула сазнало се поуздано да је Некер отпуштен. Народне масе правилно су схватиле да је ово био почетак насртаја двора. Ваљало је предупредити припремани ударац. 12. јула Камиј Демулен је први позвао на оружје. Кад је швајцарски најамнички пук напао гомилу у Тиљериском врту, звона су зазвонила за узбуну и обавестила народ о опасности. У средишту града пошли су радници из Сент-Антоана и других предграђа. 13. јула народ је из војног магацина отео 28 000 пушака и набавио неколико топова.

## Заузимање Бастиље
Париски бирачи образовали су Уставни комитет који се команданту Бастиље обратио да преда оружје милицији и да уклони топове размештене по кућама утврђења. Командант је дочекао делегацију пуцњевима. Тада су народне масе кренуле ка Бастиљи и почеле је опседати. Сам напад на Бастиљу био непланиран и потпуно неорганизован. Гарда се касније придружила народу. На крају дана, после жестоке борбе у којој је народ имао много погинулих, Бастиља се предала. Пад тврђаве није унео неку велику промену у тренутну ситуацију. Али психолошке последице су биле несагледиве. Нанет је спектакуларни и до тад незамисливи ударац краљевском ауторитету јер се Бастиља сматрала најупечатљивијим симболом краљевске моћи. Моћ народног насиља постала је јаснија него икада раније. Луј XVI и његови министри су изгубили контролу над својом престоницом, а неки од најекстремнијих аристократа, бранилаца старог режима, одмах су почели да напуштају Француску. Народ није само заузео Бастиљу, он ју је постепено разнео циглу по циглу. Ускоро су Парижани на том месту уредили диван трг. У средишту тога трга подигли су мраморни обелиск, на коме су урезане речи: „Овде се игра“. 14. јули постао је празник францускога народа. Кључеве Бастиље Маркиз де Лафајет је послао америчком председнику Џорџу Вашингтону. 

## Последице
Пад Бастиље побркао је планове о владином преврату који је припремао двор. 14. јули 1789. године постао је први дан Француске револуције. Народна скупштина најзад се учврстила тек после 14. јула. Заузеће Бастиље послужило је као пример и осталим градовима у Француској. Свуда је народ почео рушити месне бастиље. У целој Француској догодило се једно исто: народ је задавао ударац феудализму, а резултати победе припали су буржоазији: она је дошла на власт. То је била прекретница у Француској, а касније и европској историји јер је по први пут настало грађанско друштво, а укинут је сталеж што означава крај феудалног режима. 4. августа, на скупштини племићи су се одрекли привилегија, избрисане су повластице племству и свештенству, као и свим осталим привилегованим појединцима или провинцијама и тог дана су сви Французи постали једнаки. 

### Последице у тадашњој Србији
Као и остатак Европе тадашња Србија није остала имуна на овако велике промене. Тад почињу револуције и борбе за ослобођење од турске власти. Бројни каснији закони у Србији, па чак и сам Сретењски устав писани су под утицајем идеја Француске револуције.